# Stortjärnen (Malå socken, Lappland, 722867-165387)
Stortjärnen är en sjö i Malå kommun i Lappland och ingår i Skellefteälvens huvudavrinningsområde. Sjön har en area på 0,179 kvadratkilometer och ligger 326 meter över havet.

## Delavrinningsområde
Stortjärnen ingår i det delavrinningsområde (723017-165697) som SMHI kallar för KarQ-punkt. Medelhöjden är 307 meter över havet och ytan är 17,69 kvadratkilometer. Räknas de 20 avrinningsområdena uppströms in blir den ackumulerade arean 408,63 kvadratkilometer. Skäppträskån som avvattnar avrinningsområdet har biflödesordning 3, vilket innebär att vattnet flödar genom totalt 3 vattendrag innan det når havet efter 127 kilometer. Avrinningsområdet består mestadels av skog (75 procent) och sankmarker (19 procent). Avrinningsområdet har 0,62 kvadratkilometer vattenytor vilket ger det en sjöprocent på 3,5 procent.